# Tetramorfa

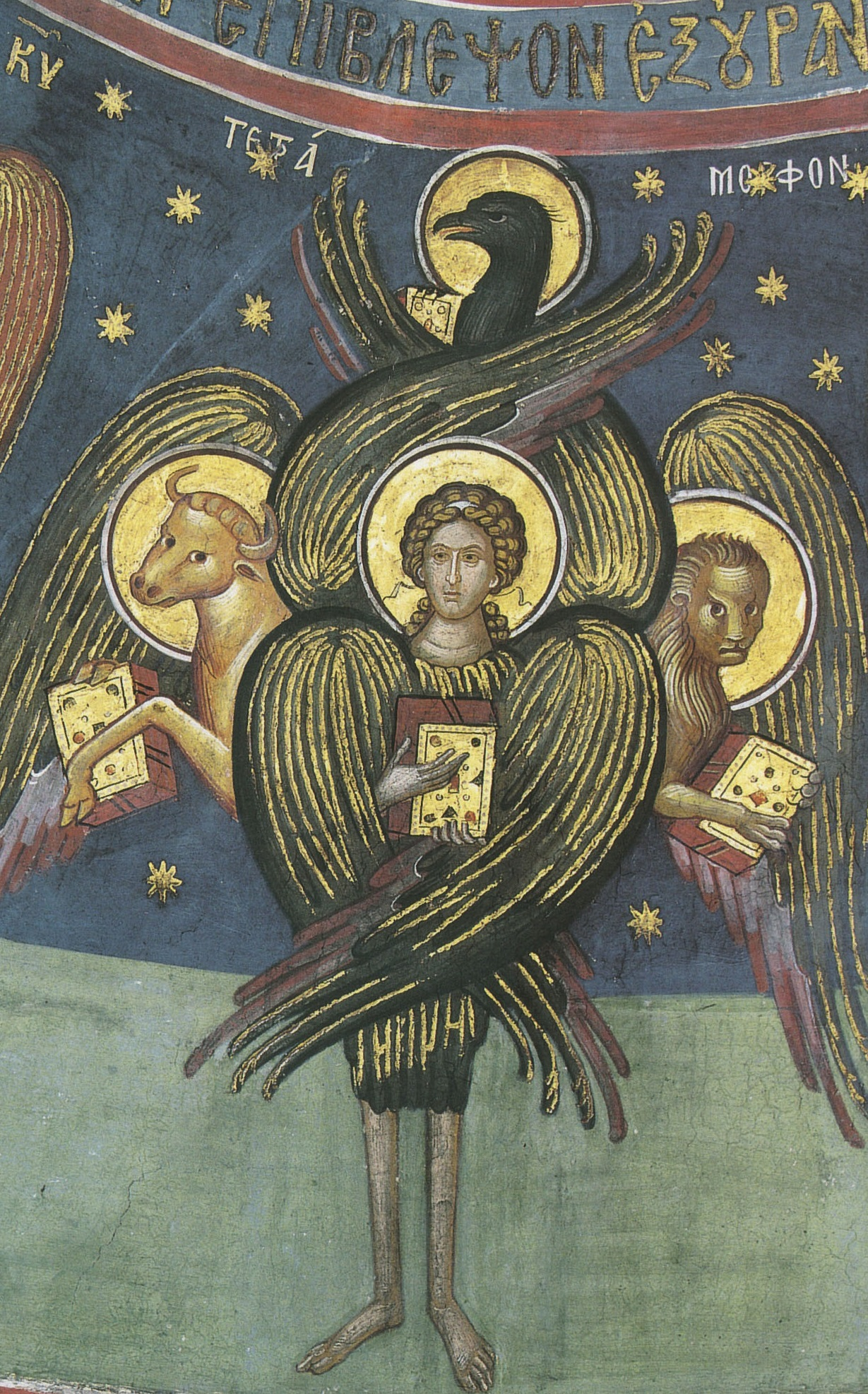
XVI-wieczny fresk z monasteru, Meteory, Grecja

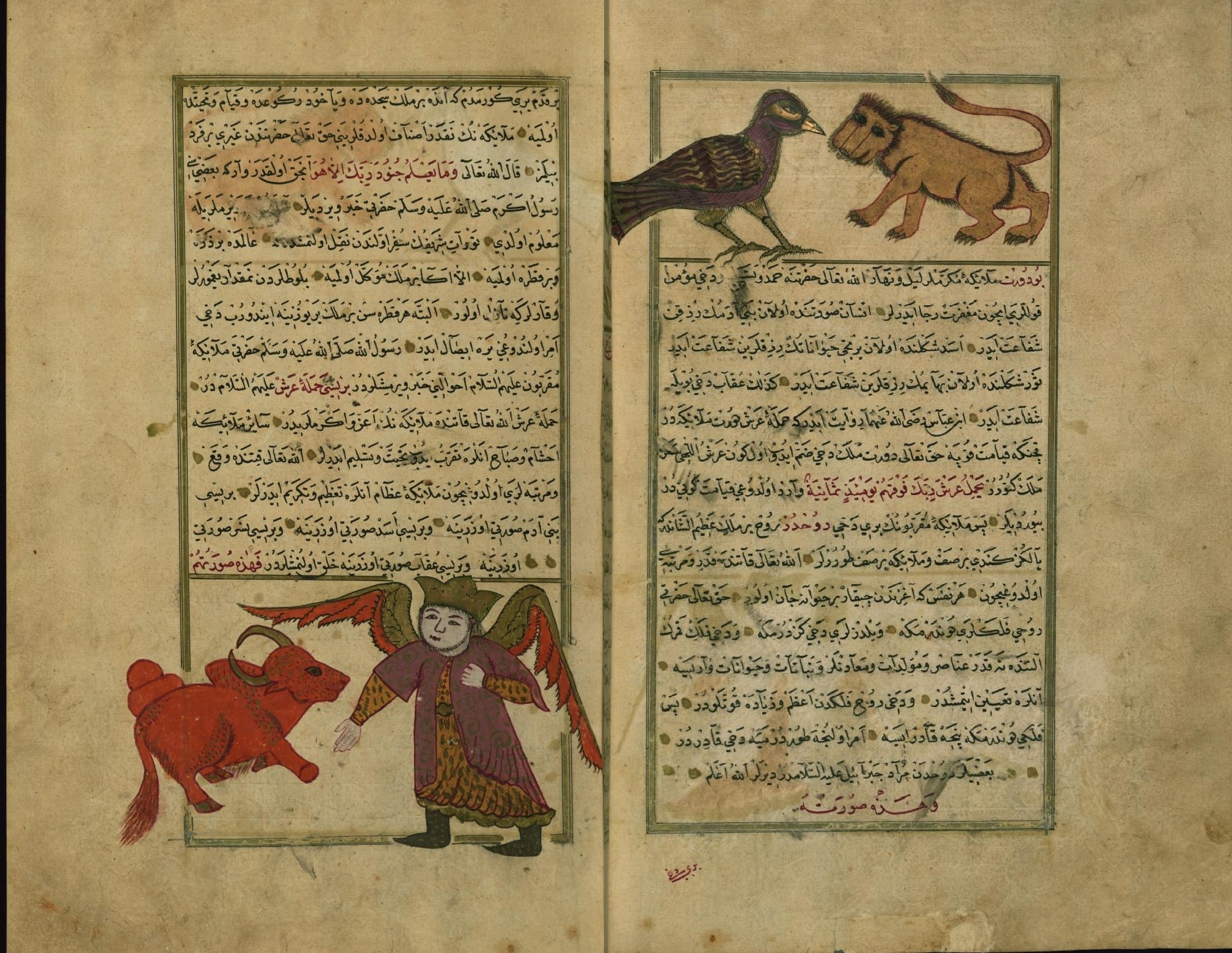
Czworo nosicieli firmamentu na rycinach arabskiego kosmografa i historyka Al-Zakarijji Ibn Muhammada Kazwiniego (XIII w.)

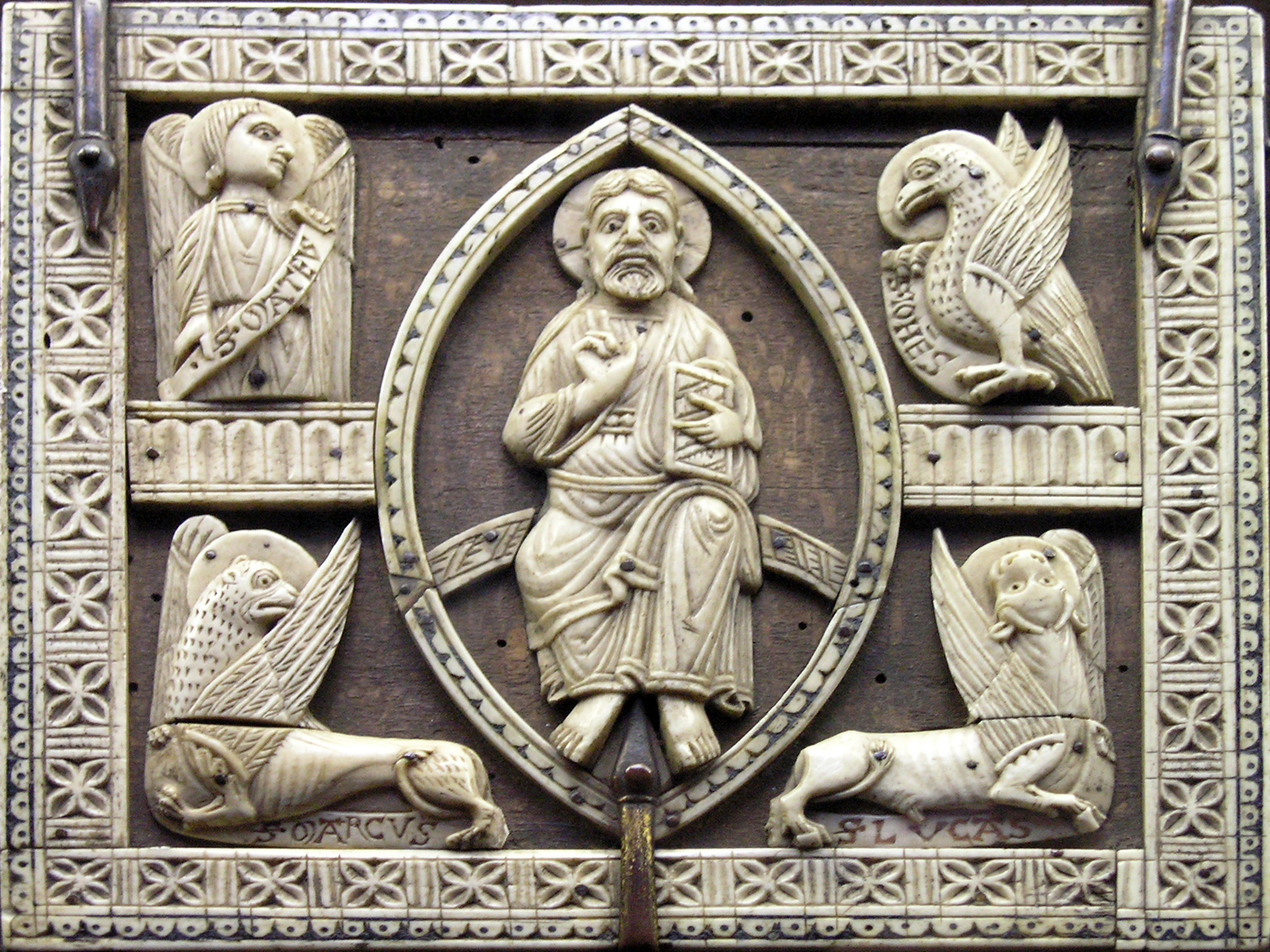
Tetramorfa z kości słoniowej na szkatułce, Chrystus w otoczeniu 4 ewangelistów; XIII wiek – Muzeum Narodowe w Paryżu (Cluny)

Tetramorfa lub tetramorfos – w sztuce średniowiecza powiązanie symboli czterech ewangelistów w jedną postać (z gr. tetramorphos: „o czterech kształtach”, od tetra- + -morphos). Symbolika wywodzi się z tradycji starożytnego Wschodu.

## Starożytny Orient
Już w ikonografii sumeryjskiej można spotkać czteroczęściową grupę zwierząt, w skład której wchodził lew, orzeł oraz paw na grzbiecie wołu. Staroegipska Księga umarłych opisuje grupę trzech istot z głowami zwierząt i czwartej postaci z głową ludzką o długich uszach. Także starożytni Babilończycy używali symboliki czterech istot żyjących, odnosząc je do czterech stron świata, pór roku: wiosna (byk), lato (lew), jesień (orzeł), zima (człowiek), a także znaków zodiaku (według gwiazdozbiorów). Z konstelacjami gwiazd byli także łączeni asyryjscy bogowie astralni: Marduk (skrzydlaty byk), Nergal (skrzydlaty lew), Nimruta (orzeł) oraz Nebo (człowiek). Istoty zwierzęce (byk, lew, orzeł) ucieleśniały przejawy siły fizycznej: byk ucieleśniał odporność i wytrwałość, lew potężną, nieujarzmioną siłę, a orzeł szybkość i wysokość lotu oraz ostrość wzroku. Postać ludzka symbolizowała istotę wyposażoną w duszę, inteligencję oraz wolę.

## Chrześcijaństwo
W Apokalipsie św. Jana jako czterej strażnicy Bożego tronu wskazane są cztery istoty: anioł (człowiek), lew, byk i orzeł. Mają po sześć skrzydeł, na których ulokowane są oczy, a każda z istot bez ustanku wychwala Boga. Odpowiadają one cherubinom z wizji proroka opisanej w Księdze Ezechiela 1,10  podczas niewoli babilońskiej. Od V w. tradycja chrześcijańska przyporządkowywała te cztery postaci jako strażników hołdujących zasiadającemu na tronie Chrystusowi, krzyżowi lub apokaliptycznemu barankowi, a za interpretacją  Hieronima ze Strydonu (347–420) i Grzegorza Wielkiego (540–604) postaciom zostali przypisani poszczególni ewangeliści: św. Mateusz (człowiek/anioł), św. Marek (lew), św. Łukasz (byk/wół), św. Jan (orzeł), co miało podkreślać jedność czterech Ewangelii.
Ilustracje biblijne nie zawsze zachowują jednolity porządek. Hieronim ze Strydonu zasugerował następującą odniesienia symboli: człowiek jako symbol wcielenia Chrystusa, byk/wół – pasji, lew – zmartwychwstania, a orzeł – wniebowstąpienia Chrystusa.
Księgi trzymane przez cztery istoty symbolizują nie tylko Ewangelie, ale także samego Chrystusa pojmowanego jako Logos, Słowo Boże i światłość świata. W ikonografii cztery istoty mogą być obrazowane jako całe postacie lub jako półfigury. Istoty zwierzęce mogą być ukazywane jako postacie z ciałem człowieka i głową zwierzęcą. Postać orła, który jest prastarym symbolem słońca i światła, może być czasem otoczona promieniami, co ma nawiązywać do opisanej w Ewangelii Jana symboliki światłości Chrystusa. W średniowieczu wytworzył się bezpośredni związek między ewangelistami a symbolizującymi ich istotami, co skutkowało obrazowaniem ewangelistów w pozie przysłuchiwania się symbolizującej go istocie, jako źródłu inspiracji.